# Harry van Lent
Hendricus ("Harry") van Lent (Amsterdam, 7 april 1914 – aldaar, 17 april 1954) was een Nederlands voetbalbestuurder, die een belangrijk aandeel had in de oprichting van het betaald voetbal in Nederland.

## Biografie
Harry van Lent werd geboren in 1914. In 1950 vestigde hij zich in Frankrijk. In 1953 keerde hij met zijn vrouw en stiefdochter terug naar Nederland, waar hij zich vestigde in Amsterdam. Hij ging werken als kleermaker en schreef zich als voetballer in bij VV Animo in de Watergraafsmeer. Hij begon zich tevens hard te maken voor de oprichting van een Nederlandse professionele voetbalcompetitie en vond hierin onder anderen oud-international Jan de Natris aan zijn zijde. Op 20 december richtte hij met enkele anderen de Nederlandse Beroeps Voetbal Bond op. Het lukte Van Lent echter niet om de nieuwe bond op de rails te krijgen en na diverse meningsverschillen en aantijgingen over ongepast gebruik van contributiegeld, moest Van Lent het bestuur in januari 1954 alweer verlaten. Ook De Natris legde zijn functie hierna neer.
Kort na zijn vertrek bij de NBVB, die al in 1954 werd opgeheven nadat de KNVB bekend maakte betaling in de hoogste afdeling toe te staan, overleed Van Lent plotseling op 40-jarige leeftijd aan geelzucht.